# Новоніколаєвська сільська рада (Рубцовський район)
Новонікола́євська сільська рада (рос. Новониколаевский сельский совет) — сільське поселення у складі Рубцовського району Алтайського краю Росії.
Адміністративний центр — село Новоніколаєвка.

## Населення
Населення — 1301 особа (2019; 1478 в 2010, 1808 у 2002).

## Склад
До складу сільської ради входять:
| Населений пункт      | Населення, осіб (2002) | Населення, осіб (2010) |
| -------------------- | ---------------------- | ---------------------- |
| Бугри, селище        | 263                    | 183                    |
| Новоніколаєвка, село | 1079                   | 923                    |
| Романовка, село      | 466                    | 372                    |